# 里德巴赫河 (明德爾河支流)
48°23′24″N 10°25′49″E / 48.39000°N 10.43028°E
里德巴赫河是德國的河流，位於該國東南部，由巴伐利亞負責管轄，屬於明德爾河的右支流，河道全長7.2公里，發源自布爾滕巴赫東北面，河口處在耶廷根-謝帕赫。